# Ranunculus felixii
Ranunculus felixii H.Lév. – gatunek rośliny z rodziny jaskrowatych (Ranunculaceae Juss.). Występuje endemicznie w Chinach, w południowo-zachodniej części Syczuanu oraz w północnym Junnanie. 

## Morfologia
PokrójBylina o owłosionych pędach. Dorasta do 15–25 cm wysokości.
LiścieSą potrójnie klapowane. Mają owalny kształt. Mierzą 1,5–2,5 cm długości oraz 1,5–4 cm szerokości. Nasada liścia ma klinowo ucięty lub prawie sercowaty kształt. Ogonek liściowy jest mniej lub bardziej owłosiony i ma 3–8,5 cm długości.
KwiatySą pojedyncze. Pojawiają się na szczytach pędów. Mają żółtą barwę. Dorastają do 10–12 mm średnicy. Mają 5 eliptycznie owalnych działek kielicha, które dorastają do 3–4 mm długości. Mają 5 owalnych płatków o długości 5–7 mm.
OwoceOwłosione niełupki o elipsoidalnym kształcie i długości 2 mm. Tworzą owoc zbiorowy – wieloniełupkę o elipsoidalnym kształcie i dorastającą do 3 mm długości.

## Biologia i ekologia
Rośnie na łąkach. Występuje na wysokości od 2500 do 4400 m n.p.m. Kwitnie od maja do lipca. Preferuje stanowiska w półcieniu. Dobrze rośnie na wilgotnym, żyznym i dobrze przepuszczalnym podłożu.